# Hütten ZH
| ZH ist das Kürzel für den Kanton Zürich in der Schweiz. Es wird verwendet, um Verwechslungen mit anderen Einträgen des Namens Hütten zu vermeiden. |

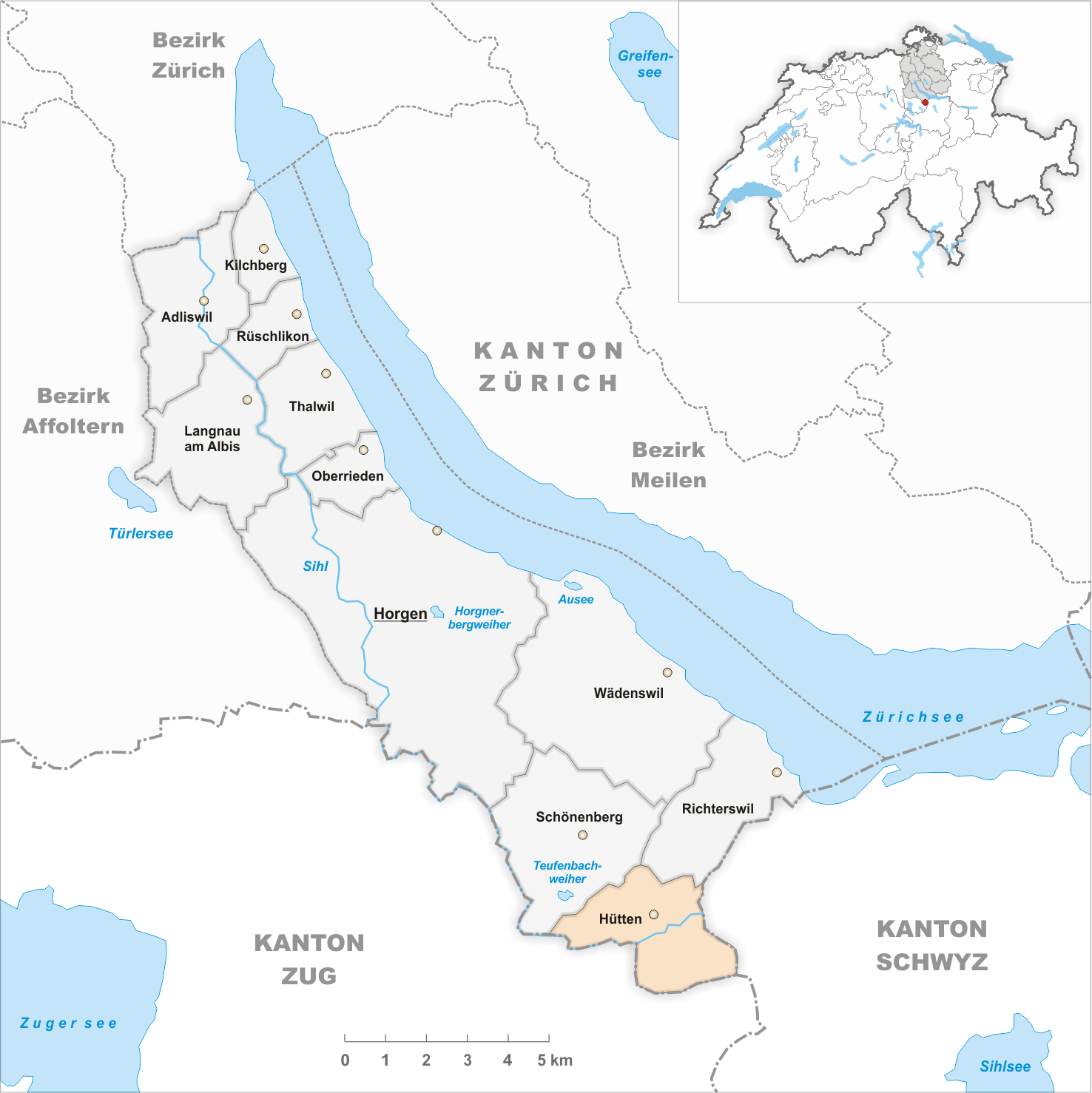
Gemeindestand vor der Fusion am 1. Januar 2019

Hütten von Norden aus gesehen

Hütten ist eine Ortschaft und ein Ortsteil der politischen Gemeinde Wädenswil im Kanton Zürich. Hütten bildete bis Ende 2018 eine selbständige politische Gemeinde, welche beim Gemeindezusammenschluss am 1. Januar 2019 wie Schönenberg in die Stadt Wädenswil eingemeindet wurde.

## Geographie
Hütten liegt auf dem Zimmerberg am südlichen Zipfel des Bezirks Horgen. Somit ist Hütten die südlichste Ortschaft im Kanton Zürich. Der Hüttnersee liegt in einer Mulde der voralpinen Moränenlandschaft und ist natürlichen Ursprungs. Die Laubegg ist ein markanter Moränenhügel des Zimmerbergs nahe dem Hüttnersee. Vom ehemaligen Gemeindegebiet dienen 54,0 % der Landwirtschaft, 36,2 % ist mit Wald bedeckt, 2,3 % ist Verkehrsfläche und 3,2 % Siedlungsgebiet, 3,2 % sind Gewässer (Stand 2007).

## Geschichte
Ze dien Huitten ist erkundlich erstmals 1270 erwähnt. Als eigentliches Gründungsdatum der politischen Gemeinde Hütten gilt der 15. Dezember 1799; an diesem Tag fand die erste Gemeindeversammlung statt.
Am 21. Mai 2017 wurde wie in Schönenberg in einer Volksabstimmung der Gemeindezusammenschluss mit der Stadt Wädenswil per 1. Januar 2018 beschlossen. Aufgrund von weitergezogenen Einsprachen gegen den beschlossenen Zusammenschluss, ist der Vollzug ein Jahr später erfolgt.
Das Bundesamt für Statistik (BFS) führte Hütten bis zur Eingemeindung in die Stadt Wädenswil unter der BFS-Nummer 0134.

## Wappen
Blasonierung
In Gold drei rote Hütten in Giebelsicht mit schwarzen Türen (2, 1)

## Bevölkerung
| Bevölkerungsentwicklung | Bevölkerungsentwicklung |
| Jahr                    | Einwohner               |
| ----------------------- | ----------------------- |
| 1850                    | 718                     |
| 1900                    | 576                     |
| 1920                    | 523                     |
| 1950                    | 563                     |
| 1990                    | 726                     |
| 2004                    | 881                     |
| 2017                    | 895                     |

Ende 2017 waren 895 Personen in Hütten wohnhaft, davon 8,5 % Ausländer.
Im Jahr 2017 gehörten 42,4 % der evangelisch-reformierten Konfession an, 35,6 % der römisch-katholischen, 22,0 % waren Mitglieder einer anderen Glaubensgemeinschaft oder konfessionslos.
Der Quartierverein Hütten sorgt sich um die Interessen der Bevölkerung vom Ortsteil Hütten. Präsident ist Fabian Ritter.

## Politik
Die Exekutive des Dorfes bildete bis zum Gemeindezusammenschluss vom 1. Januar 2019 der Gemeinderat, von dem jedes Mitglied einem Ressort vorsteht. Die legislative Gewalt lag in den Händen der Gemeindeversammlung.
Bei den Nationalratswahlen 2015 verteilten sich die Wählerstimmen der damaligen Bevölkerung von Hütten auf die SVP 54,4 %, die SP 10,1 %, die GLP 6,8 %, die FDP 6,7 %, die BDP 6,3 %, die CVP 5,3 %, die EVP 3,9 %, die Grüne Schweiz 2,9 %, die EDU 1,7 % und die AL 0,5 %.
Gemeindepräsidentin war von 2014 bis zum Gemeindezusammenschluss Verena Dressler (parteilos).

## Kirchen
In Hütten gibt es zwei Kirchen:
- Die reformierte Kirche wurde in den Jahren 1855–1856 von Johann Caspar Wolff im spätklassizistischen Stil errichtet.
- Die römisch-katholische Kirche St. Jakobus wurde 1969 als Betonkirche errichtet. Ihre Formensprache nimmt Bezug auf die Kirche Notre-Dame-du-Haut de Ronchamp von Le Corbusier.

## Verkehr
Hütten ist verkehrstechnisch am südlichen Ende des Netzes des Zürcher Verkehrsverbunds gelegen. Die ZVV-Buslinie 160, welches die PostAuto Schweiz im Auftrag der Sihltal-Zürich-Uetliberg-Bahn betreibt, verbindet Hütten werktags halbstündlich und am Wochenende stündlich mit Wädenswil. Von Hütten aus führen Nebenstrassen nach Schönenberg, nach Menzingen sowie an die Hauptstrasse Schindellegi–Samstagern.